# Aphantomartus
Trigonomartus, Phrynomartus
Genre
Synonymes
- †Trigonomartus Petrunkevitch, 1913
- †Phrynomartus Petrunkevitch, 1945

Aphantomartus est un genre fossile de trigonotarbides de la famille des Aphantomartidae.

## Classification
Le genre Aphantomartus est décrit en 1911 par le zoologiste britannique Reginald Innes Pocock (1863-1947),.

### Fossiles
Selon Paleobiology Database en 2023, le nombre de collections de fossiles est de dix-huit.

## Description
Les espèces de ce genre datent du Brigantien du Mississippien moyen du Carbonifère inférieur à l'Assélien du Cisuralien du Permien inférieur,.

## Liste des espèces
Selon World Spider Catalog (version 23.5, 2023) :
- † Aphantomartus areolatus Pocock, 1911
- † Aphantomartus ilfeldicus (Scharf, 1924)
- † Aphantomartus pustulatus (Scudder, 1884)

### Publication originale
- [1911] (en) Reginald Innes Pocock, « A monograph of the terrestrial Carboniferous Arachnida of Great Britain », Monographs of the Palaeontographical Society, vol. 64,‎ 1911, p. 1–84.